# Valeriu Marcu
Valeriu Marcu (uneori Valeriu Marcus) (n. 8 martie 1899, București, România – d. 4 iulie 1942, New York City, New York, SUA) a fost un scriitor, istoric și eseist evreu român de origine bucovineană, care a scris mai mult în limba germană.
Comunist convins în tinerețe, a trăit în anii 1920 la Berlin. S-a dezis de comunism în 1926, alăturându-se  așa-numitei „revoluții conservative”. A publicat articole în reviste care au fost ulterior interzise de naziști: Weltbühne, Tage-Buch și Literarische Welt. Colaborator al revistei din exil a lui Klaus Mann Die Sammlung. În România a fost colaborator al Revistei Fundațiilor Regale.
Îl cunoaște personal pe Lenin când acesta din urmă era refugiat la Zürich.
Când naziștii au venit la putere în Germania, s-a refugiat în Franța (sau Elveția) (ulterior, în 1941, emigrând în SUA cu ajutorul organizației Emergency Rescue Committee” a lui Varian Fry)  care l-a convins pe consulul român de la Béziers să-i elibereze lui Valeriu Marcu un pașaport românesc „veritabil”, deși acesta nu mai era, de ceva vreme, cetățean român.
Cartea sa "Schatten der Geschichte" („Umbre ale istoriei”) a fost pe lista cărților interzise de regimul german nazist, care urmau să fie arse.
Se pare că a fost modelul personajului "Ignazio Morton" în romanul autobiografic "Die Wenigen und die Vielen" („Cei mulți și cei puțini”) al scriitorului german Hans Sahl.
A fost căsătorit cu Eva Dorothea Marcu (n. 1908 - d. 12 mai 2004) cu care a avut o fată, Miki, născută la Nisa.

## Opere
- Die weiße und rote Armee [Armatele albe și roșii], Verlag der Jugend-Internationale, St. Petersburg, 1921
- Imperialsimus und Frieden, Raubkrieg und Revolution, („Imperialism și pace, război de cotropire și revoluție”), eseu, Berlin, 1924
- Schatten der Geschichte: 15 europäische Profile, („Umbre ale istoriei: 15 profile europene”), eseuri, Berlin, 1926
- Das grosse Kommando Scharnhorsts. Die Geburt einer Militärmacht in Europa [Marele comando Scharnhorsts. Nașterea unei puteri militare în Europa], Leipzig, 1928
- Machiavelli, Amsterdam, 1937, apoi Frankfurt, 1999, Editura Eminescu, București, 1993
- Die Vertreibung der Juden aus Spanien („Izgonirea evreilor din Spania”), Querido Verlag, Amsterdam, 1934 urmată de o nouă ediție, Mattes & Seitz, München, 1991
- Lenin, München, 1991
- Die Geburt der Nationen („Nașterea națiunilor”), Berlin, 1930
- Männer und Mächte der Gegenwart („Bărbați și puteri ale contemporaneității”), Berlin, 1930
- Ein Kopf ist mehr als vierhundert Kehlköpfe. Gesammelte Essays („Un cap valorează mai mult decât 400 de laringe”), ediție îngrijită de Andrei Corbea Hoișie, Konstanz, 2002
- 1871, în Revista fundațiilor regale, București, februarie 1934, apoi ediție bilingvă cu traducere în limba franceză de Gabrielle Danoux, 2016.

## Lucrări biografice
- Claude Foucart, Lenin. Dreissig Jahre Russland (Lenin. Treizeci de ani ai Rusiei), 1927[16]
- Archivmaterialien zu Valeriu Marcu, 1899-1942 [17]